# Katherine Terrell Švejnarová
Katherine Terrell Švejnarová (25. ledna 1950, Kuba – 29. prosince 2009, Dominikánská republika) byla americká vysokoškolská učitelka ekonomie, manželka českého ekonoma Jana Švejnara, se kterým měla dvě děti, Lauru a Daniela.

## Biografie
Vyrostla v Latinské Americe, vzdělání však získala na amerických univerzitách. V roce 1971 získala na Mary Baldwin College titul bakaláře, v roce 1973 na George Washington University titul magistra a v roce 1984 získala doktorský titul (Ph.D.) na Cornellově univerzitě. Před smrtí působila jako vysokoškolská učitelka na Michiganské univerzitě.